# Трипура
Трипура (бенг. ত্রিপুরা, англ. Tripura) — невеликий штат на сході Індії. Столиця — місто Агартала. Населення 3 671 032 чоловік (22-е місце серед штатів; дані 2011 року). Площа території 10 492 км² (26-е місце).

## Географія

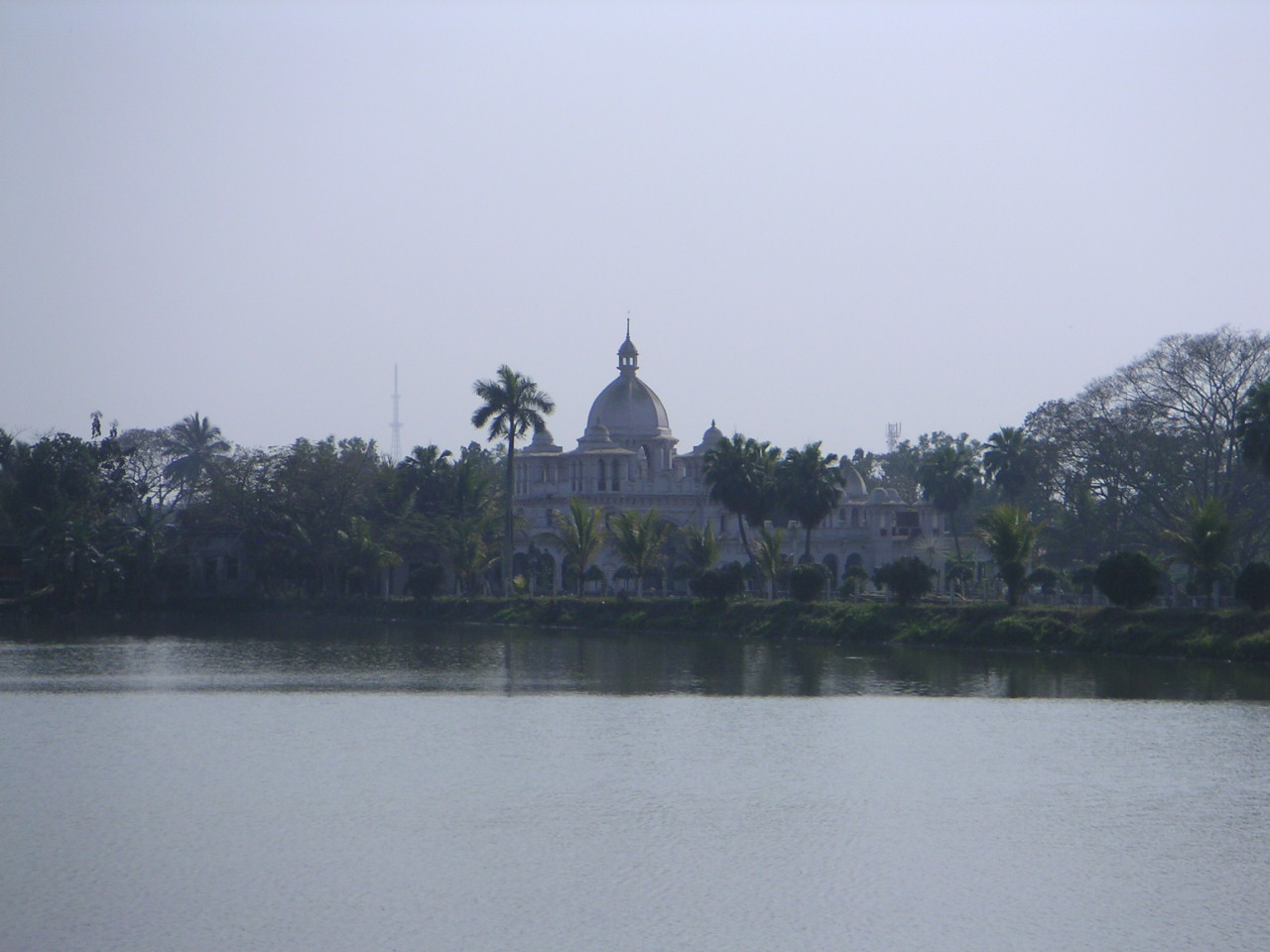
Палац в Агарталі.

Трипура розташована на північному сході Індії та не має виходу до моря. Межує з Бангладешом (на заході, півночі та півдні) та індійськими штатами Ассам і Мізорам (на сході). Місцевість — горбиста, являє собою східну околицю Гангської рівнини. Клімат — тропічний, мусонний. Максимальна протяжність території з півночі на південь складає всього 184 км, а з заходу на схід — 113 км. Площа штату — 10 492 км².

## Історія
Штат утворився 21 січня 1972 року, з 1960 територія мала статус Союзної території, а до цього входила до штату Ассам.

## Адміністративний поділ
В адміністративному відношенні штат ділиться на 8 округів:
| Округ            | Адміністративний центр | Населення (перепис 2011) | Розташування |
| ---------------- | ---------------------- | ------------------------ | ------------ |
| Дхалай           | Амбасса                | 378 230                  |              |
| Гоматі           | Удайпур                | 445 250                  |              |
| Західна Трипура  | Агартала               | 918 200                  |              |
| Південна Трипура | Белонія                | 430 751                  |              |
| Північна Трипура | Дхарманагар            | 417 441                  |              |
| Унакоті          | Кайлашагар             | 276 506                  |              |
| Ховай            | Ховай                  | 327 564                  |              |
| Шипахіджала      | Бішрамгандж            | 479 975                  |              |

## Економіка
Сільське господарство складає основу економіки штату, тут зайнято 64 % населення Трипури. Основна культура — рис. Надра штату бідні на корисні копалини, є лише мізерні поклади каолінітів, залізної руди, вапняку та вугілля, а також більш значні — природного газу. Промисловість Трипури як і раніше розвинена дуже слабо.